# Manuel Fernández Martín
Manuel Fernández Martín (Badajoz, 1914 - 1967) fue un militar español. Como fiscal militar, fue un importante actor en la represión política que siguió a la guerra civil, una vez instaurada la dictadura franquista. 

## Biografía
Se unió al ejército sublevado el 2 de octubre de 1936. A los seis días se le nombró alférez médico, a pesar de no tener ningún conocimiento de medicina. En 1937 ingresó en el cuerpo jurídico del ejército, aunque tampoco era abogado. Diría durante toda su vida que sus títulos habían desaparecido durante la guerra. El único documento que podía acreditarle como abogado lo falsificó él mismo: se trataba de una carta que solicitó al Colegio de Abogados de Cáceres, donde tenía algún conocido, en el que se acreditaba como "una persona de conducta intachable y afecto al régimen" (este tipo de recomendaciones eran habituales en el territorio dominado por Franco y en la posguerra). Fernández Martín añadiría a la carta la frase "Y está matriculado en este colegio de abogados". Gracias a esa falsificación pudo desempeñar el cargo de fiscal, único dentro del cuerpo jurídico del ejército para el que era necesario ser abogado.
El fiscal o ponente en los juicios militares era el elemento clave. Al ser en la mayoría de los casos la única persona con conocimientos jurídicos, su criterio tenía gran peso. Aunque no era quien debía dictar la sentencia, pocos presidentes de tribunal se atrevían a contradecir a un fiscal, sobre todo cuando se trataba de juicios políticos.

### Ley de Responsabilidades Políticas
Fue en este tipo de juicios en los que hizo su carrera Fernández Martín. En 9 de febrero de 1939 se había aprobado la Ley de Responsabilidades Políticas, que se puso en práctica en innumerables juicios militares contra civiles durante y después de la guerra.
La ley calificaba de "rebelión militar" cualquier actividad en pro del "enemigo". Bajo el ámbito de aplicación de la ley no sólo estaban los combatientes republicanos, sino también funcionarios civiles de la República, enfermeras y médicos de hospitales de guerra, miembros de partidos y sindicatos o incluso trabajadores o voluntarios que hubieran realizado actividades como construcción de refugios antiaéreos, recaudación de fondos para huérfanos de guerra, confección de material militar de cualquier clase (armas o ropa de abrigo), etc. En definitiva, la mayor parte de la población de los territorios que hubieran estado bajo control de la República durante la guerra. Se inauguró así una época de terror en la que se intentaba desesperadamente conseguir certificados de adhesión al régimen (cartas expedidas por curas, militares, miembros de la falange o personas cuyas simpatías franquistas eran conocidas), certificados que a veces se conseguían a cambio de denunciar a familiares o vecinos, con fundamento o sin él. 
Cientos de miles de personas fueron juzgadas de acuerdo con la Ley de Responsabilidades Políticas, y en la mayoría de los casos condenadas a muerte. Fernández Martín, que además fue jefe del campo de concentración de prisioneros políticos en Badajoz, actuó en buena parte de estos juicios. Las vistas se convocaban de un día para otro. Fernández Martín exponía rápidamente sus acusaciones e invariablemente pedía la pena de muerte. Los acusados estaban asistidos generalmente por defensores militares sin ninguna formación jurídica, que veían al acusado por primera vez en el propio juicio y que poco podían hacer, en caso de querer hacer algo, ya que los tribunales militares no disimulaban su condición de organismos de represión política pura y dura en los que la sentencia estaba decidida de antemano. En los juicios en los que actuaba Fernández Martín se hizo habitual una broma de su invención; los bedeles gritaban a los familiares de los presos: "¡Que pase la viuda del acusado!", y el tribunal reía el chiste. Las sentencias se dictaban y se ejecutaban de inmediato.
En 1963 Fernández Martín fue llamado por el régimen a representar una última vez su viejo papel: fue en el consejo de guerra contra el dirigente comunista Julián Grimau, juzgado y condenado a muerte por rebelión militar 25 años después del final de la guerra, en un proceso que provocó airadas reacciones internacionales. A esas alturas ya era un secreto a voces que Fernández Martín era un impostor, y así, aprovechando que su importancia había decrecido, en 1964 un Colegio de Abogados realizó una investigación y logró probar que la única relación de Fernández Martín con el Derecho era haber aprobado tres asignaturas de primer curso en la Universidad de Sevilla. Dos años después fue condenado a un año y seis meses de prisión: el tribunal consideró atenuante la discutible circunstancia de que "no tuvo intención de causar daños importantes". Fernández Martín murió poco después.